# أبو حمزة ربيعة
أبو حمزة ربيعة المصري (1960 - 30 نوفمبر 2005) مصري من تنظيم القاعدة، وصفته التقارير الإخبارية كزعيم رفيع المستوى ضمن التسلسل الهرمي للتنظيم وقد قتل في هجوم نفذته طائرة بدون طيار في منطقة شمال وزيرستان القبلية 
كان ربيعة مطلوباً لمدة أكثر من سنتين وعرضت باكستان مليون دولار لمن يساعد في القبض عليه. وهو متهم بمحاولة اغتيال الرئيس مشرف في ديسمبر 2003 ، ويصفه مسؤولون اميركيون بأنه من بين أهم خمسة رجال في القاعدة  فيما وصف وزير الداخلية الباكستاني مقتل ربيعة بأنه ضربة كبيرة للتنظيم.